# Роторно-цилиндро-клапанный двигатель
Роторно-цилиндро-клапанный двигатель (RCV) — двигатель внутреннего сгорания, система газового распределения которого реализована за счёт вращения цилиндра. Цилиндр совершает вращательное движение попеременно проходя впускной и выпускной патрубок, поршень при этом совершает возвратно-поступательные движения.
Британская компания RCV Engines создана в 1997 году специально для проработки, испытаний и, наконец, продвижения на рынок всего одного изобретения. Оно, собственно, и зашифровано в названии фирмы: «Вращающийся цилиндр-клапан» — Rotary Cylinder Valve — RCV. 
К настоящему времени базирующаяся в Вимборне компания не только отладила технологию, но доказала работоспособность этой новой концепции. Она уже наладила серийный выпуск линейки маленьких четырёхтактных моторчиков с рабочим объёмом от 9,5 до 50 «кубиков», предназначенных для авиамоделей, газонокосилок, ручных мотопил и подобной техники. 
Но вот 1 февраля 2006 года компания презентовала первый образец 125-кубового двигателя для скутеров, благодаря чему дала многим людям повод впервые познакомиться с этой мало известной пока технологией — RCV.
Авторы изобретения заявляют о снижении себестоимости двигателей (на несколько процентов) за счёт сокращения числа деталей, и повышении их удельной мощности как на единицу объёма, так и на единицу веса, по сравнению с аналогами того же класса (на 20%).

## Принцип работы
Итак, перед нами четырёхтактный двигатель, в котором нет привычных клапанов и всей системы их привода. Вместо них британцы заставили работать распределителем газов сам рабочий цилиндр двигателя, который в моторах RCV вращается вокруг своей оси.
Поршень при этом совершает точно те же движения, что и раньше. А вот стенки цилиндра вращаются вокруг поршня (цилиндр закреплён внутри мотора на двух подшипниках).
С края цилиндра устроен патрубок, который попеременно открывается к впускному или выпускному окну. Предусмотрено там и скользящее уплотнение, работающее аналогично поршневым кольцам — оно позволяет цилиндру расширяться при нагревании, не теряя герметичность.
Свеча расположена по центру и вращается вместе с цилиндром. Судя по всему, там применён скользящий графитный контакт, хорошо знакомый автомобилистам по старым механическим распределителям зажигания.
Приводят цилиндр во вращение всего 3 шестерёнки: одна на цилиндре, одна на коленчатом валу и одна — промежуточная. Естественно, скорость вращения цилиндра — в 2 раза меньше оборотов коленвала.